# Planèzes
Planèzes – miejscowość i gmina we Francji, w regionie Oksytania, w departamencie Pireneje Wschodnie.
Według danych na rok 1990 gminę zamieszkiwało 80 osób, a gęstość zaludnienia wynosiła 13 osób/km² (wśród 1545 gmin Langwedocji-Roussillon Planèzes plasuje się na 821. miejscu pod względem liczby ludności, natomiast pod względem powierzchni na miejscu 957.).

## Populacja

Populacja Planèzes w latach 1962-2008